# كيفن سميث (موسيقي)
كيفن سميث (بالإنجليزية: Kevin Smith)‏ هو موسيقي أمريكي، ولد في 20 فبراير 1956.

## وصلات خارجية
- الموقع الرسمي